# Kościół św. Michała Archanioła w Lewinie Kłodzkim
Kościół św. Michała Archanioła – rzymskokatolicki kościół parafialny należący do dekanatu Kudowa-Zdrój diecezji świdnickiej.

## Historia
Obecna murowana świątynia została wzniesiona w 1574 lub 1576 roku. Zaprojektowana została w stylu renesansowym przez Melchiora Neumanna i została przebudowana w latach 1698–1699. Autorem tej przebudowy był północnowłoski budowniczy Como z Bystrzycy Kłodzkiej, a w pracach budowlanych pomagał mu cieśla z Lewina Kłodzkiego, Stephan. W 1681 roku strop nad prezbiterium został zastąpiony przez sklepienie łukowe, w 1697 roku została podwyższona wieża świątyni. W 1714 roku została odnowiona fasada świątyni, natomiast w 1729 roku dzięki staraniom lewińskich kupców płóciennych (głównie Georga Stankego) przy prezbiterium wybudowano dobudówkę o dwóch kondygnacjach, mieszczącą w przyziemiu zakrystię, a na piętrze oratorium przeznaczone dla władz miejskich, kolatorów i dla kupiectwa z Lewina Kłodzkiego.

## Wyposażenie

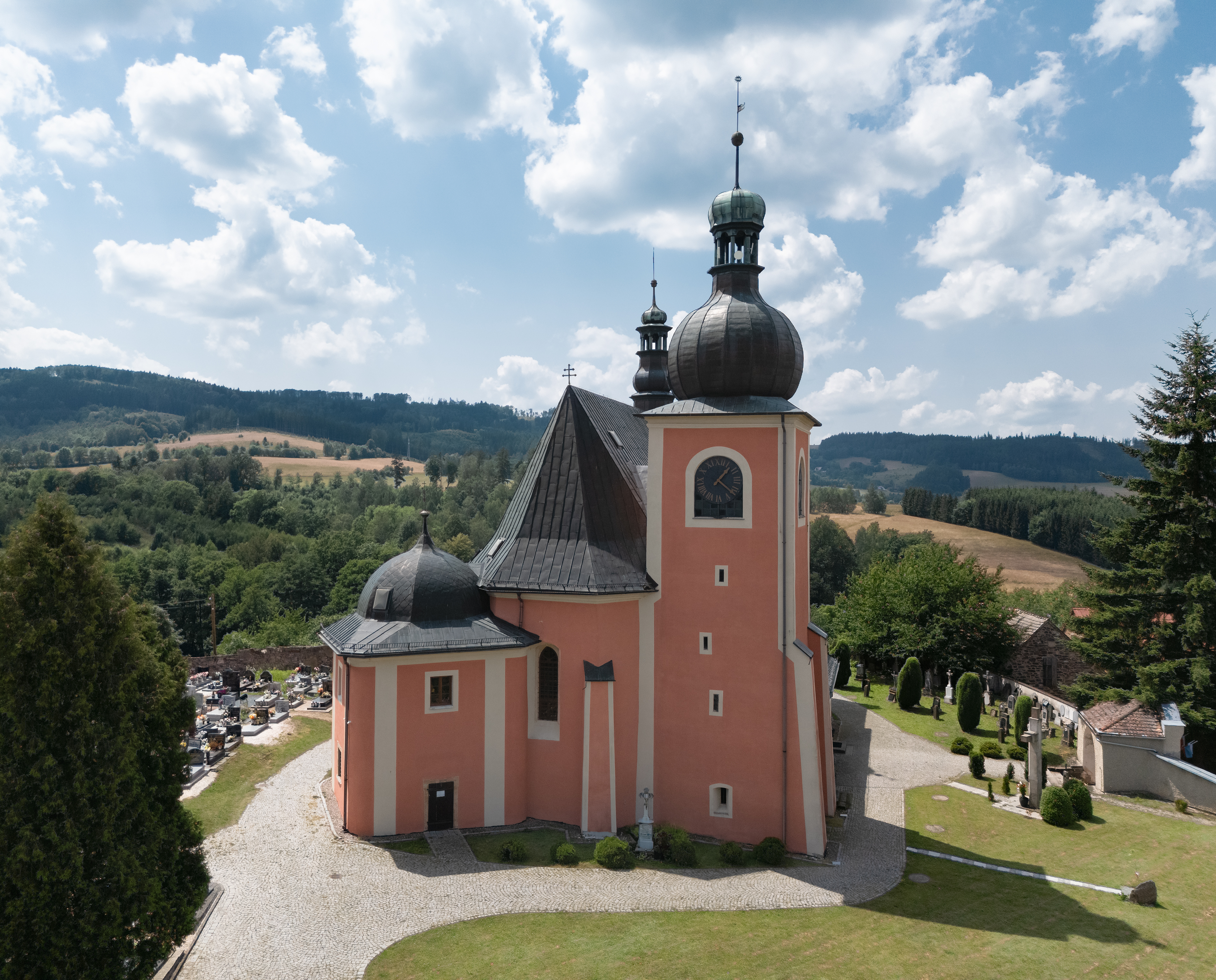
Widok od wschodu

Do wyposażenia świątyni należą: ołtarz w stylu renesansowym pod wezwaniem św. Michała Archanioła wykonany w 1618 roku, ambona w stylu renesansowym wykonana w 1620 roku, boczny ołtarz pod wezwaniem Dzieciątka Jezus (niem. Freumdschaft Christi) ufundowany przez radcę handlowego króla Prus, Fryderyka II Wielkiego, Ignatza Straucha w 1772 roku. W 1663 roku został ufundowany przez bractwo św. Antoniego boczny ołtarz pod jego wezwaniem, a w 1773 roku zastąpiony został nowym ołtarzem wykonanym również na polecenie bractwa św. Antoniego. Obrazy drogi krzyżowej zostały wykonane w 1736 roku.

## Organy
Pierwsze organy do tego kościoła zostały wykonane przez firmę przez firmę Schlag & Söhne w 1885 roku. Obecny instrument został zbudowany przez firmę Rieger w 1938 roku jako opus 2871. W 2014 roku przeszedł on generalny remont wykonany przez organmistrza Adama Wolańskiego z synem Andrzejem.
Dyspozycja instrumentu:
| Manuał I             | Manuał II             | Pedał               |
| -------------------- | --------------------- | ------------------- |
| 1. Trompete 8'       | 1. Portunalflöte 8'   | 1. Posaune 16'      |
| 2. Bourdon 16'       | 2. Gamba 8'           | 2. Oktave 2'        |
| 3. Mixtur 3-5x       | 3. Geigenprinzipal 8' | 3. Choralbass 4'    |
| 4. Oktave 2'         | 4. Ital. Prinzipal 4' | 4. Oktavbass 8'     |
| 5. Gemsquinte 2 2/3' | 5. Quintflöte 2 2/3'  | 5. Gedackt 8'       |
| 6. Oktave 4'         | 6. Cornett 3x         | 6. Prinzipalbass 8' |
| 7. Spitzflöte 4'     | 7. Oboe 8'            | 7. Subbass 16'      |
| 8. Prinzipal 8'      |                       | 8. Zartbass 16' *   |
| 9. Gedackt 8'        |                       |                     |
| 10. Salizional 8'    |                       |                     |